# Kimotsuki
Kimotsuki (jap. 肝付町 Kimotsuki-chō) – miasto w Japonii, na wyspie Kiusiu, w prefekturze Kagoshima. Według danych na rok 2020 miejscowość zamieszkiwało 14 227 mieszkańców , a gęstość zaludnienia wyniosła 46,2 os./km².